# Gary Hart
Gary Hart, ursprungligen Gary Warren Hartpence, född 28 november 1936 i Ottawa, Kansas, är en amerikansk demokratisk politiker. Han representerade delstaten Colorado i USA:s senat 1975–1987.
Hart studerade teologi vid Yale Divinity School och juridik vid Yale Law School. Han avlade 2001 dessutom doktorsexamen i Oxford.
Hart arbetade som advokat i Denver 1967–1974. Han besegrade den sittande senatorn Peter H. Dominick i senatsvalet 1974. Han besegrade republikanen Mary Estill Buchanan i senatsvalet 1980 med 51 procent av rösterna mot 49 procent för Buchanan.
Hart förlorade i demokraternas primärval inför presidentvalet i USA 1984 mot tidigare vicepresidenten Walter Mondale. Hart besegrade Mondale bland annat i Kalifornien och i Florida. Han vann primärvalen i 26 delstater, medan Mondale vann i 22. Ändå fick Mondale fler röster och fler delegater än Hart tack vare segrar i bland annat de folkrika delstaterna New York, Illinois och Texas; delstaterna har fler delegater till partikonventet ju större befolkning de har. Nomineringen avgjordes slutgiltigt på demokraternas konvent i San Francisco. Mondale förlorade sedan själva presidentvalet mot ämbetsinnehavaren Ronald Reagan.
Hart ställde inte upp för omval i senatsvalet 1986. Han efterträddes i januari 1987 som senator av Tim Wirth. Hart inledde sedan sin kampanj för demokraternas nominering i presidentvalet i USA 1988 som klar favorit. Han hann inte vara favorit särskilt länge. The Miami Herald publicerade den 3 maj 1987 artikeln om Harts utomäktenskapliga förhållande med fotomodellen Donna Rice. Hart meddelade redan den 8 maj att han avbröt sin kampanj. Han ångrade sig och meddelade på nytt i december 1987 att han trots allt kandiderar och låter folket bestämma sitt öde. Hart fick bara fyra procent av rösterna i primärvalet i New Hampshire och gav slutligen upp efter den så kallade supertisdagen. Han återvände sedan till arbetet som advokat.
Filmen The Front Runner, där Hart spelas av Hugh Jackman, hade premiär i november 2018 och fokuserar på otrohetsskandalen 1987.